# Tomás Boy
Pour les articles homonymes, voir Boy.
Tomás Juan Boy Espinoza est un footballeur puis entraîneur mexicain, né le 28 juin 1951 à Mexico et mort le 8 mars 2022 à Acapulco. Il est le capitaine de la sélection mexicaine lors de la Coupe du monde 1986.
Élégant milieu offensif, Boy est considéré comme l'un des plus grands footballeurs mexicains de tous les temps. Depuis 2019, il y a  un débat dans les médias sportifs mexicains pour savoir qui, de Boy ou André-Pierre Gignac, est le meilleur joueur des Tigres UANL de tous les temps. Des fans de la vieille garde affirment que c’est Boy, tandis que les dernières générations préfèrent Gignac.

## Carrière joueur
Boy joue la majeure partie de sa carrière au poste de milieu de terrain offensif créatif des Tigres UANL. Il est un joueur clé des championnats de la Ligue 1978 et 1982. Après le championnat de 1978, il reçoit une proposition pour jouer en Serie A italienne, mais il refuse pour raisons familiales. 
El Jefe est nommé capitaine de l'équipe nationale du Mexique en 1986 aux dépens de la star du Real Madrid Hugo Sánchez.
- 1970-1974 :  Club Necaxa
- 1974-1976 :  San Luis FC
- 1976-1988 :  Tigres UANL

## Carrière entraineur
- nov. 1989-avr. 1990 :  Tampico Madero
- jan. 1992-jan. 1993 :  Querétaro
- sep. 1995-mars 1996 :  Veracruz
- sep. 1996-mai 1997 :  CA Monarcas Morelia
- juil.1997-avr. 1998 :  Monterrey
- août 1998-mai 2000 :  CA Monarcas Morelia
- jan. 2002-mars 2002 :  CF Puebla
- mars 2004-juin 2004 :  Veracruz
- sep. 2007-déc. 2007 :  Atlas
- fév. 2009-mai 2012 :  CA Monarcas Morelia
- 2012-2013 :  Atlas
- déc. 2013-2015 :  Atlas
- oct. 2015-nov. 2016 :  Cruz Azul FC
- avr. 2019-sept. 2019 :  Chivas de Guadalajara
- oct. 2020-2021 :  Mazatlán FC

## Divers
- Le chanteur français Thomas Fersen, ayant découvert le footballeur à la télévision, lors du Mundial 1986 au Mexique, choisit de lui emprunter son prénom (francisé) pour constituer son pseudonyme (il choisit pour le nom celui d'Axel de Fersen, le probable amant de la reine Marie-Antoinette).